# حضارة العرب (كتاب)
حضارة العرب (بالفرنسية :La Civilisation des Arabes) كتاب تأريخ للطبيب الفرنسي غوستاف لوبون، يتناول فيه عدد من القضايا التاريخية والسياسية والاجتماعية للعالم العربي في العصر الذهبي وما قبله وصولاً إلى العصور المتأخرة في ستة فصول.

## أبواب الكتاب
- الباب الأول: البيئة والعرق.
- الباب الثاني: مصادر قوة العرب.
- الباب الثالث: دولة العرب.
- الباب الرابع: طبائع العرب ونظمهم.
- الباب الخامس: حضارة العرب.
- الباب السادس: انحطاط حضارة العرب.